# Ивана Ђилас
Ивана Ђилас (Београд, 25. јун 1976) је словеначка књижевница и редитељка.  

## Биографија
Ивана Ђилас рођена 1976. године, одрастала је у Београду осамдесетих и деведесетих година. На Факултету драмских уметности у Београду је дипломирала позоришну режију. У сред НАТО бомбардовања Србије 1999. године, преселила се у Словенију. Код Душана Јовановића је за вршила посдипломске студије.
У словеначким позориштима до сада је режирала преко педесет предтава за децу и одрасле. У Атељеу 212, у Србији, режирала је једну представу Брачна игра. Представа је играна 11 година у којој су глумили Светлана Бојковић и Петар Краљ.
Пише колумну за познати словеначки недељник Младина. Бави се темама које се тичу једнаких могућности и прихватању другачијег: исељеништво, избеглиштво, национализам, једнакост полова, материнство после четрдесете, концепти родитељства, стигматизација старих, дебелих и другачијих.
Објавила је до сада једну књигу Hiša (Кућа) 2017. године, а повод за њен настанак био је чланак Прича о неуспеху који се великом брзином проширио интернетом,. Прво издање романа Кућа распродато је за месец и по дана. 
Уредила је и збирку есеја Одрастање публике о улози позоришта за децу и младе у савременом друштву.
Тренутно ради докторат о преношењу стереотипа кроз уметност за децу, на Педагошком факултету у Љубљани.

## Дела
- 2017 - Hiša Кућа